# Бутурлины
Бутурлины́ — русский графский и древний дворянский род, из московских бояр.
Род внесён в Бархатную книгу. При подаче документов для внесения рода в Бархатную книгу, были предоставлены две родословные росписи: Василием (17 марта 1682) и Иваном (08 апреля 1682) Бутурлиными.
Род записан в VI часть родословных книг губерний: Владимирской, Нижегородской, Ярославской, Минской и Московской.

## Происхождение и история рода
Предком Бутурлиных считается "муж честен" Ратша, прибывший, согласно родословной легенде, из Германии в Новгород в конце XII века. Правнук его, Гавриил Олексич, прославился в Невской битве (1240) и состоял боярином при великом князе Александре Невском. Его сыном в некоторых родословцах указан Акинфий Гаврилович, — переяславский боярин, перешедший потом на службу к тверскому великому князю и убитый в сражении под Переяславлем († 1304). Боярин Михаил Иванович, находясь в преклонных летах, командовал Сторожевым полком в Куликовской битве (08 сентября 1380).
Родоначальник, Иван Андреевич, по прозвищу Бутурля (VIII колено). Он имел двух сыновей — Ивана и Юрия Бутурлиных.
Дмитрий Григорьевич по прозванию Кривой, воевода в походах при великом князе Василии Ивановиче, а Фёдор и Иван Никитичи, пожалованы в бояре. Андрей Никитич, имел 6 сыновей, из которых трое были в чине окольничих.
Окольничий Иван Михайлович и Фёдор Иванович погибли в бою с турками ( † 1605). Ефим Варфоломеевич Бутурлин, московский дворянин, воевода, убит в Старом Осколе по приказу Лжепетра († 1607). Василий Иванович, новгородский воевода (1611), известный деятель во время междуцарствия и сподвижник князя Д. М. Пожарского. Иван Матвеевич отразил поляков от Яузских ворот в Москве (19 марта 1611).
Василий Никитич, взят в плен шведами (1614), вступил в шведскую службу, был губернатором Гдова, приобрел чин полковника и, по повелению королевы Христины, внесён в шведскую дворянскую книгу, под именем Wasilius Butterlin.
Никон Фёдорович защитник Симонова монастыря от поляков (1619), принял схиму под именем Исайи, скончался в Симоновом монастыре († 1634). Тимофей Фёдорович Бутурлин «Вороненок» (? — 1651) воевода в Яблонове, Мценске, Белгороде и Астрахани. Василий Васильевич, боярин, когда гетман Богдан Хмельницкий присоединился к России. отправлен послом для приведения Малороссии к присяге на верность царю Алексею Михайловичу (1653-1654).
Фёдор Васильевич Клепиков-Бутурлин († 1673) — окольничий, воевода в Ливнах, Торопце, Мценске, Одоеве, Крапивне, Яблонове, Путивле, Веневе, участник трёх войн с Речью Посполитой. Его сын Иван Фёдорович (†1688) дворянин московский, окольничий и воевода. Иван и Борис Васильевичи, пожалованы боярами. Иван Иванович Бутурлин, генерал, сподвижник Петра I.
Пётр Иванович († 1723), боярин и при Петре I «князь-папа», шутовская 2-я свадьба которого с Анною Еремеевной Зотовой (урожденной Пашковой), состоялась (1721) и подробно записана у Бергольца.
Михаил Петрович (1786—1860), генерал-лейтенант, нижегородский губернатор. Алексей Петрович (1802—1863), генерал-лейтенант, ярославский губернатор и сенатор. Пётр Петрович (1800—1876), действительный тайный советник. Николай Николаевич (1838—1894), генерал-лейтенант.

## Графы Бутурлины
Александр Борисович Бутурлин возведён императрицею Елизаветою Петровною, в графское Российской Империи достоинство (17 февраля 1760), с выдачей диплома (09 июня 1763).
Сын его, Пётр Александрович (1734—1789), дослужился до чина тайного советника, а внук — Дмитрий Петрович (1763—1829) был известным коллекционером. Им была создана одна из лучших в Европе библиотек, более 40 тысяч томов.

## Описание гербов

### Герб рода графов Бутурлиных

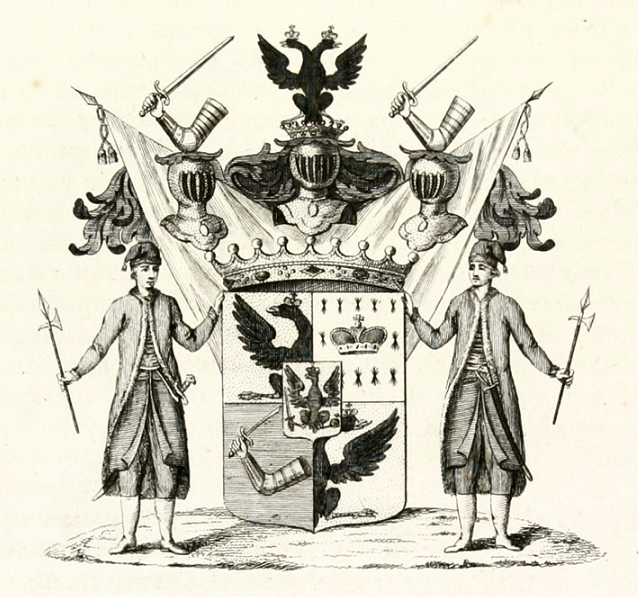
Герб рода графов Бутурлиных

Щит разделён на четыре равные части и имеет в середине малый золотой щиток, в котором находится голубой одноглавый орёл с распростёртыми крыльями с золотой короной на голове и держащий в лапах меч и державу. В первой и четвёртой части щита, в золотом поле, изображены половины чёрного коронованного одноглавого орла с распростёртым крылом. В третьей части в горностаевом поле княжеская шапка. В четвёртой части, в голубом поле, рука, облачённая в золотые латы, держащая меч, остроконечием обращённый вверх. На щит наложена обыкновенная для графов корона, на которой поставлены три золотые отверстия и красным подбитые шлемы с принадлежащими роду клейнодами, из которых средний украшен короной, на поверхности которой появляется чёрный двуглавый орёл в золотой короне с распростёртыми крыльями. На двух крайних шлемах видны две правые руки в латах, держащие обнажённые, вверх поднятые, мечи. Из-за щита, вместо обыкновенного вокруг украшения, видны выходящие два знамени, белое и жёлтое, опущенные до половины к нижней части. Щитодержатели — два венгра или славянина в обыкновенном для них одеянии: в красной шапке, опушённой мехом, в синем полукафтане, с вышитыми по обеим сторонам золотыми петлями и подпоясанные золотым поясом, на котором повешены сабли. Шубы на них куньего меха, алое нижнее платье и жёлтые венгерские сапоги. В руках они держат старинный славянский чекан с рукоятью чёрного цвета.
Графский герб Бутурлиных был составлен ранее дворянского. Он предназначался для жалованной грамоты на графское достоинство генерала-фельдмаршала Александра Борисовича Бутурлина и составлен (1760 или 1761). Иконографически и семантически он восходил к более раннему гербу графов Мусиных-Пушкиных.  В грамоте на титул давалось подробное объяснение символики эмблем герба Бутурлиных. Княжеская корона использовалась «в память, что из отечества своего, Славянской земли, вышедшие в Россию предки фамилии Бутурлиных ещё под победоносным знаменем великого князя Святого Александра Невского против неверных воевали», то есть символизировали военные заслуги рода. Вооружённая рука указывала на герб венгерского королевства, «яко герб покорённого ему королевства Славонии происшествие». Державный меч, держава и орёл трактовались, как родовой герб Бутурлиных.

### Герб дворянского рода Бутурлиных
Щит разделён на четыре части. В первой части в горностаевом поле изображена княжеская шапка. Во второй части в голубом поле облачённая в золотые латы рука с поднятым вверх мечом. В третьей части в золотом поле орёл голубого цвета с короной на голове и распростёртыми крыльями, держащий в правой лапе меч, а в левой — державу. В четвёртой части в серебряном поле изображена птица, стоящая на зелёной траве, с золотым кольцом в клюве. Щит увенчан обыкновенным дворянским шлемом с дворянской на нём короной и тремя страусиными перьями. Намёт на щите голубого и красного цвета, подложенный золотом. Щитодержатели — два венгра или славянина в обыкновенном для них одеянии: в красной шапке, опушённой мехом, в синем полукафтане, с вышитыми по обеим сторонам золотыми петлями и подпоясанные золотым поясом, на котором повешены сабли. Шубы на них куньего меха, алое нижнее платье и жёлтые венгерские сапоги. В руках они держат старинный славянский чекан с рукоятью чёрного цвета.
Дворянский герб Бутурлиных восходил к графскому, хотя и отличался от него цветом, расположением эмблем и полем с птицей, держащей в клюве кольцо, значение которой не ясно. Кроме версии выдвинутой С. Н. Тройницким, эту эмблему можно сблизить с упомянутой В. Н. Татищевым «фамильной тамгой» Бутурлиных — соловьём.
На фарфоровой тарелке. сделанной в Саксонии, имеется изображение соединённого дворянского герба Бутурлиных (он перевернут) и графов Бобринских. Изображение соединенного герба стало следствием заключенного (31 октября 1876) брака генерал-лейтенанта Дмитрия Сергеевича Бутурлина (1850-1920) и графини Людмилы Павловны Бобринской (1856—1911).

### Герб Бутурлиных в Гербовнике А. Т. Князева 1785 г.
В Гербовнике Анисима Титовича Князева имеется герб на печати Андрея Сергеевича Бутурлина (1730—1794, поручик), отличающийся от утвержденного в ОГДР. На данном гербе изображена княжеская мантия, на которой имеется серебряное овальное поле-щит. В щите изображена зелёная птица с жёлтой короной на голове. Данная птица сидит на разбитом пополам коричневом колесе, которое стоит на голубой горе. Мантия со щитом увенчаны княжеской шапкой.
Фигуры помещенные в первых трёх частях официального герба Бутурлиных, восходят в  большинство гербов других фамилий одного происхождения с Бутурлиными, то есть принадлежащих потомству «выехавшего из Седмиградской земли» «мужа честна» именем Радши. Этим происхождением из Седмиградья предка Бутурлиных можно объяснить пользование ими описанного выше герба - это герб седмиградского рода Rakoczy: в синем поле на тройном зелёном холме поставлено чёрное разбитое колесо, на котором сидит белый коршун с золотой короной на голове.

## Известные представители рода Бутурлиных
графский род

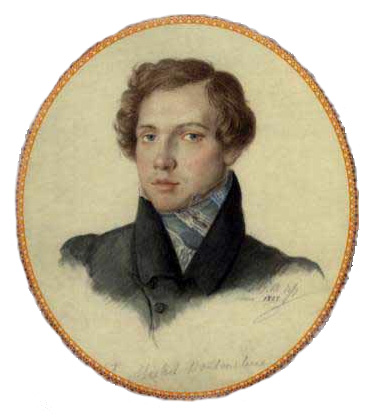
Граф М. Д. Бутурлин, 1820-е

- граф Бутурлин, Александр Борисович (1694—1767) — российский военачальник.
- граф Бутурлин, Дмитрий Петрович (1763—1829) — тайный советник, сенатор, директор Эрмитажа.
- граф Бутурлин, Михаил Дмитриевич (1807—1876) — историк.
- граф Бутурлин, Пётр Дмитриевич (1859—1895) — поэт.

другие ветви
- Бутурлин, Алексей Петрович (1802—1863) — губернатор Ярославской губернии, сенатор.
- Бутурлин, Андрей Васильевич (? — 1676) — окольничий и воевода.
- Бутурлин, Андрей Никитич (?—1536) — окольничий и воевода на службе у Василия III и Ивана Грозного.
- Бутурлин, Афанасий Андреевич (?—1571) — окольничий и воевода во времена Ивана Грозного.
- Бутурлин, Василий Андреевич (?—1569) — воевода в царствование Ивана Грозного.
- Бутурлин, Василий Васильевич (?—1656) — русский военачальник и дипломат.
- Бутурлин, Василий Иванович (? — после 1651) — царский чашник, стольник и воевода в Смутное время.
- Бутурлин, Дмитрий Андреевич  (?—1575) — окольничий и воевода в правление Ивана Грозного.
- Бутурлин, Дмитрий Петрович (1790—1849) — русский военный историк, генерал-майор, сенатор, председатель Бутурлинского комитета
- Бутурлин, Емельян Иванович (?—1677) — стольник и воевода.
- Бутурлин, Ефим Варфоломеевич (?—1607) — московский дворянин и воевода.
- Бутурлин, Иван Андреевич (?—1575) — боярин и воевода.
- Бутурлин, Иван Васильевич (?—-1697) — боярин и воевода.
- Бутурлин, Иван Иванович (1661—1738) — российский генерал.
- Бутурлин, Иван Матвеевич (?—1628) — выборный дворянин по Коломне, воевода, участник Первого ополчения.
- Бутурлин, Иван Михайлович (?—1608) — воевода.
- Бутурлин, Иван Никитич (?—1538) — боярин и воевода на службе у Ивана III, Василия III и Ивана IV.
- Бутурлин, Иван Фёдорович (?—1688) — московский дворянин, окольничий и воевода.
- Бутурлин, Матвей Васильевич (?—1607) — стольник и воевода.
- Бутурлин, Михаил Матвеевич (?—1648) — царский стольник, окольничий и воевода.
- Бутурлин, Михаил Петрович (1786—1860) — губернатор Нижегородской губернии.
- Бутурлин, Николай Александрович (1801—1867) — генерал-лейтенант, член Военного совета Российской империи.
- Бутурлин, Николай Николаевич (1836—1894) — генерал-лейтенант, варшавский полицмейстер.
- Бутурлин, Роман Дмитриевич (?—1581) — воевода.
- Бутурлин, Семён Никитич (?—-1544) — воевода на службе у князя Василия III
- Бутурлин, Сергей Александрович (1872—1938) — орнитолог.
- Бутурлин, Сергей Петрович (1803—1873) — генерал от инфантерии, член Военного совета Российской империи.
- Бутурлин, Сергей Сергеевич (1885—1965) — полковник, участник Первой мировой войны, один из основателей Историко-родословного общества в Москве.
- Бутурлин, Тимофей Фёдорович (?—1651) — стольник, окольничий и воевода.
- Бутурлин, Фёдор Васильевич (?—1673) — дворянин московский, стольник, окольничий и воевода.
- Бутурлин, Фёдор Иванович (?—?) — воевода.
- Бутурлин, Фёдор Леонтьевич Ворон (?—1640) — окольничий и воевода.
- Бутурлин, Фёдор Никитич (?—1520) — боярин и воевода на службе у Василия III.
- Бутурлин, Фома Афанасьевич (?—1602) — окольничий и воевода в правление Ивана Грозного, Фёдора Иоанновича и Бориса Годунова.